# Puna (geslacht)
Puna is een geslacht van hooiwagens uit de familie Cranaidae.
De wetenschappelijke naam Puna is voor het eerst geldig gepubliceerd door Roewer in 1925. 

## Soorten
Puna omvat de volgende 2 o 3 soorten:
- Puna festae Roewer, 1925
- Puna metatarsalis (Kury, 1994)

(? * Puna semicircularis => Carsevennia Roewer, 1913)